# HY (Band)
HY ist eine japanische J-Pop-Band. Sie gehört in ihrem Heimatland zu den bisher erfolgreichsten Künstlern der 2000er Jahre. Sie werden als Indie-Band bezeichnet. Der Grund dafür ist nicht die stilistische Ausrichtung, sondern der Umstand, dass sie in Japan nicht bei einem Majorlabel, sondern bei einem Independent-Label unter Vertrag stehen.

## Geschichte
HY wurde 2000 von fünf Schulfreunden in Okinawa gegründet. Den Bandnamen bildeten sie aus den Anfangsbuchstaben ihrer Heimatstadt Higashi-Yakena (Uruma, Präfektur Okinawa). Als Straßenmusiker erwarben sie sich rasch eine Fanbasis und konnte 2001 ihr Debütalbum Departure veröffentlichen. Die Auflage von 50.000 Exemplaren war rasch ausverkauft, sodass 2002 eine Wiederveröffentlichung erfolgte. Noch im selben Jahr absolvierte die Band ihre erste Tournee durch Japan, trat in Paris auf und spielte als Vorband von Linkin Park im Budokan. Ihr zweites Album Street Story wurde zum Topseller und stieg bis auf Platz 1 der japanischen Albumcharts. Auch die 2004 und 2005 erschienenen Nachfolgealben waren auf Platz 1. Die 2006er Tournee war vollständig ausverkauft, eine Show wurde im japanischen Fernsehen übertragen. Es folgten 2007 Auftritte in den USA und Kanada. Das fünfte Album Hearty erschien 2008 und erreichte Platz 2 der Charts. Im Herbst 2008 folgte eine Tour durch fünf Stadien.

## Diskografie

### Alben
| Jahr | Titel                                                                   | Höchstplatzierung, Gesamtwochen, AuszeichnungChartsChartplatzierungen (Jahr, Titel, Platzierungen, Wochen, Auszeichnungen, Anmerkungen) | Anmerkungen                              |
| Jahr | Titel                                                                   | JP | Anmerkungen                              |
| ---- | ----------------------------------------------------------------------- | --- | ---------------------------------------- |
| 2001 | Departure                                                               | JP7 Gold · (103 Wo.)JP | Erstveröffentlichung: 22. September 2001 |
| 2003 | Street Story                                                            | JP1 Diamant · (128 Wo.)JP | Erstveröffentlichung: 16. April 2003     |
| 2004 | Trunk                                                                   | JP1 (71 Wo.)JP | Erstveröffentlichung: 14. Juli 2004      |
| 2006 | Confidence                                                              | JP1 ×2Doppelplatin · (52 Wo.)JP | Erstveröffentlichung: 12. April 2006     |
| 2008 | Hearty                                                                  | JP2 (97 Wo.)JP | Erstveröffentlichung: 16. April 2008     |
| 2010 | Whistle                                                                 | JP1 (27 Wo.)JP | Erstveröffentlichung: 27. Januar 2010    |
| 2010 | Achi Sound / Hy Love Summer                                             | JP10 (6 Wo.)JP | Erstveröffentlichung: 11. August 2010    |
| 2012 | Parade                                                                  | JP4 (10 Wo.)JP | Erstveröffentlichung: 7. März 2012       |
| 2012 | Parade                                                                  | JP9 (19 Wo.)JP | Erstveröffentlichung: 5. Dezember 2012   |
| 2014 | Glocal                                                                  | JP11 (10 Wo.)JP | Erstveröffentlichung: 26. Februar 2014   |
| 2014 | HY Super Best                                                           | JP7 (42 Wo.)JP | Erstveröffentlichung: 26. Februar 2014   |
| 2014 | Lover                                                                   | JP12 (8 Wo.)JP | Erstveröffentlichung: 3. Dezember 2014   |
| 2014 | HY Lovers Best                                                          | JP49 (5 Wo.)JP | Erstveröffentlichung: 3. Dezember 2014   |
| 2015 | Life                                                                    | JP9 (6 Wo.)JP | Erstveröffentlichung: 15. Juli 2015      |
| 2017 | Chance                                                                  | JP19 (4 Wo.)JP | Erstveröffentlichung: 1. März 2017       |
| 2018 | Story ～HY Best～                                                       | JP10 (18 Wo.)JP | Erstveröffentlichung: 22. August 2018    |
| 2018 | Story ～HY Best～ (Special Price Edition)                               | JP37 (11 Wo.)JP | Erstveröffentlichung: 22. August 2018    |
| 2019 | Rainbow                                                                 | JP9 (6 Wo.)JP | Erstveröffentlichung: 12. Juni 2019      |
| 2021 | Hanaemi                                                                 | JP16 (3 Wo.)JP | Erstveröffentlichung: 24. Februar 2021   |
| 2021 | Honey meets Island Cafe presents HY Ocean Blue Sound -The Surf Remixes- | JP124 (1 Wo.)JP | Erstveröffentlichung: 25. August 2021    |
| 2022 | Kafuu                                                                   | JP27 (3 Wo.)JP | Erstveröffentlichung: 21. September 2022 |
| 2024 | Love Story ～HY Best～                                                  | JP12 (10 Wo.)JP | Erstveröffentlichung: 12. Juni 2024      |
| 2025 | Time                                                                    | JP15 (1 Wo.)JP | Erstveröffentlichung: 29. Januar 2025    |

### Lieder
- 2015: あなたを想う風 (JP: Gold (Digital))